# Wojewodowie wołyńscy

## Wojewodowiewojewództwa wołyńskiegoKrólestwa PolskiegoiI Rzeczypospolitej
| Monarcha                                                             | #  | Wojewoda                                                                                      | Portret | Herb | Lata sprawowania urzędu                                                 | Lata życia                                              |
| -------------------------------------------------------------------- | -- | --------------------------------------------------------------------------------------------- | ------- | ---- | ----------------------------------------------------------------------- | ------------------------------------------------------- |
| Zygmunt II August/ Henryk III Walezy                                 | 1  | Aleksander Fedorowiecz Czartoryski Aleksander Fedrowicz Czartoryski h. własnego (Czartoryski) |         |      | 12 września 1566/17 grudnia 1569 - 19 kwietnia 1570/przed 13 lipca 1571 | 1517 - przed 13 lipca 1571                              |
| Henryk III Walezy/ Stefan Batory                                     | 2  | Bohusz Korecki Bohusz Korecki h. Pogoń litewska                                               |         |      | 4 lipca 1572/15 lipca 1576 - 19 sierpnia 1576                           | 1510 - 19 sierpnia 1576, Łuck                           |
| Stefan Batory                                                        | 3  | Andrzej Iwanowicz Wiśniowiecki Andrzej Iwanowicz Wiśniowiecki h. Korybut                      |         |      | 1576/8 września 1577 - 17 czerwca 1579/przed 23 sierpnia 1584/1584/1585 | zm. przed 23 sierpnia 1584/w 1584/w 1585                |
| Stefan Batory/ Zygmunt III Waza                                      | 4  | Janusz Ostrogski Janusz Ostrogski h. własnego (Ostrogski)                                     |         |      | 23/27 sierpnia 1584 - 25 lutego 1593                                    | ok. 1554 - 17 września 1620, Tarnów                     |
| Zygmunt III Waza                                                     | 5  | Aleksander Ostrogski Aleksander Osttogski h. własnego (Ostrogski)                             |         |      | 6 maja 1593 - 21 listopada/13 grudnia 1603                              | przed 1 lipca 1570Wiewiórka- 13 grudnia 1603, Tarnopol  |
| Zygmunt III Waza                                                     | 6  | Janusz Zasławski Janusz Zasławski h. własnego (Zasławski)                                     |         |      | 10 kweitnia 1604 - 4 sierpnia 1629                                      | zm. 4 sierpnia 1629                                     |
| Zygmunt III Waza/ Władysław IV Waza/ Jan II Kaazimierz Waza          | 7  | Adam Aleksander Sanguszko Adam Aleksander Sanguszko h. własnego (Sanguszko/Pogon litewska)    |         |      | 1630 - 16/przed 22 października 1653                                    | ok. 1590 - przed 22 października 1653                   |
| Jan II Kaizmierz Waza                                                | 8  | Mikołaj Jerzy Czartoryski Mikołaj Jerzy Czartoryski h. własnego (Czartoryski)                 |         |      | 11 kwietnia 1654/9 lipca 1661 - 12 lipca 1661                           | zm. 12 lipca 1661                                       |
| Jan II Kazimierz Waza/ Michał Korybut Wisniowiecki/ Jan III Sobieski | 9  | Michał Jerzy Czartoryski Michał Jerzy Czartoryski h. własnego (Czartoryski)                   |         |      | 20 lipca 1661 - 24 hrudnia 1681/przed 20 maja 1682                      | 1621 - 13 kwietnia 1692, Podhorce                       |
| Jan III Sobieski                                                     | 10 | Stanisław Koniecpolski Stanisław Koniecpolski h. Pobóg                                        |         |      | Pomiedzy 10 kwietnia a 30 maja/4 lipca 1682 - ok. 22 sieprnia 1682      | Po 1643 - 1682                                          |
| Jan III Sobieski                                                     | 11 | Mikołaj Hieronim Sieniawski Mikołaj Hieronim Sieniawski h. Leliwa                             |         |      | Pomiędzy 27 stycznia a 15 lutego 1683 - 15 grudnia 1683                 | 1645 - 15 grudnia 1683                                  |
| Jan III Sobieski                                                     | 12 | Jerzy Jan Wandalin Mniszech Jerzy Jan Wandalin Mniszech h. własnego (Mniszech/Kończyc III)    |         |      | 7 grudnia 1683 - 1 paździenrika 1692/do połowy 1693                     | zm. w połowie 1693                                      |
| Jan III Sobieski/ August II Mocny                                    | 13 | Jan Stanisław Jabłonowski Jan Stanisław Jabłonowski h. Prus III                               |         |      | we wrześniu lub 8 listopada 1693/28 września 1696 - 24 września 1697    | 1669 - 28 kwietnia 1731, Lwów                           |
| August II Mocny/ Stanisław Leszczyński/ August II Mocny              | 14 | Jan Franciszek Stadnicki Jan Franciszek Stadnicki h. Drużyna (Szerniawa bez krzyża)           |         |      | 24 grudnia 1697 - 27 lipca/13 sierpnia 1713                             | 1656 - zm. 13 sierpnia 1713, Krasnystaw                 |
| August II Mocny                                                      | 15 | Atanazy Walenty Miączyński Atanazy Walenty Miączyński h. Suchekomnaty                         |         |      | 25 sierpnia 1713 -marca 1723                                            | 1639, Zawieprzyce- w marcu 1723, tamże                  |
| August II Mocny                                                      | 16 | Stanisław Ledóchowski Stanisław Ledóchowski h. Szaława                                        |         |      | 26 marca 1724 - 13 maja 1725                                            | 1666 - 13 maja 1725                                     |
| August II Mocny/ Stanisław Leszczyński/ August III Sas               | 17 | Michał Potocki Michał Potocki h. Pilawa                                                       |         |      | 2 marca 1726 - 2 grudnia 1749                                           | ok. 1660 - 2 grudnia 1749                               |
| August III Sas                                                       | 18 | Seweryn Józef Rzewuski Seweryn Józef Rzewsuki h. Krzywda                                      |         |      | 20 sierpnia 1750 - 31 grudnia 1754                                      | zm. 31 grudnia 1754, Olesko                             |
| August III Sas                                                       | 19 | Franciszek Salezy Potocki Franciszek Salezy Potocki h. Pilawa                                 |         |      | 22 maja 1755 - 19 grudnia 1756                                          | 1770, Krystynopolu – 22 października 1772, tamże        |
| August III Sas/ Stanisław August Poniatowski                         | 20 | Józef Ossolinski Józef Ossoliński h. Topór                                                    |         |      | 19 grudnia 1756 - 5 marca 1768/przed 11 grudnia 1775                    | 1707 - 18 listopada 1780, Rymanów                       |
| Stanisław August Poniatowski                                         | 21 | Hieronim Janusz Sanguszko Heronim Janusz Sanguszko h. własnego (Sanguszko)                    |         |      | 11 grudnia 1775 - 1795/4 września 11812                                 | ur. 4 marca 1743, Kolbuszowa - 4 września 1812, Sławuta |

## Wojewodowiewojewództwa wołyńskiegoII Rzeczypospolitej
- Stanisław Jan Krzakowski 14 marca 1921 –  7 lipca 1921[17]
- Tadeusz Łada 7 lipca 1921 – 12 sierpnia 1921  (p.o.)
- Stanisław Downarowicz 13 sierpnia 1921 – 19 września 1921
- Tadeusz Dworakowski 10 października 1921 – 15 marca 1922  (p.o.)
- Mieczysław Mickiewicz 22 lutego 1922 –  1 lutego 1923
- Stanisław Srokowski 1 lutego 1923 – 29 sierpnia 1924
- Bolesław Olszewski 29 sierpnia 1924 –  4 lutego 1925
- Aleksander Dębski 4 lutego 1925 – 28 sierpnia 1926
- Władysław Mech 28 sierpnia 1926 –  9 lipca 1928
- Henryk Józewski 9 lipca 1928 – 29 grudnia 1929
- Józef Śleszyński 13 stycznia 1930 –  5 czerwca 1930  (p.o.)
- Henryk Józewski 5 czerwca 1930 – 13 kwietnia 1938
- Aleksander Hauke-Nowak 13 kwietnia 1938 – września 1939